# Gustaf Björk
Gustaf "Måsen" Björk, född 10 juli 1900, död 12 maj 1928, var en svensk fotbollsspelare, mest känd för att vara en duktig målgörare för Hammarby IF. 1921 gjorde han sina enda landskamper för svenska landslaget.
Björk var även en duktig bandyspelare och spelade med Hammarby IF Bandyförening mellan 1918 & 1925 och i Hammarby IF Ishockeyförening (där han blev klubbens första målskytt) mellan 1921 & 1923.
Björk var diabetiker och tvingades p.g.a. detta lägga av med idrottandet endast 24 år gammal. Björk tog istället anställning på en färghandel i Tureberg där han arbetade fram till att han avled under en blindtarmsoperation på Sabbatsbergs sjukhus.